# اچ‌ام‌اس پئونی (کی۴۰)
اچ‌ام‌اس پئونی (کی۴۰) (به انگلیسی: HMS Peony (K40)) یک کشتی است که طول آن ۲۰۵ فوت (۶۲ متر) می‌باشد. این کشتی در سال ۱۹۴۰ ساخته شد.